# Skalica
Skalica (tyska: Skalitz, ungerska: Szakolca, latin: Sakolcium) är en stad i västra Slovakien, som är belägen ca 90 km nord om huvudstaden Bratislava. Staden som har en yta av 60 km² har en befolkning, som uppgår till 14 963 invånare (2005).

## Kända personer
- Žigmund Pálffy, slovakisk ishockeyspelare
- František Víťazoslav Sasinek, slovakisk författare